# Décès en 2008
Décès
- 2004
- 2005
- 2006
- 2007
- 2008
- 2009
- 2010
- 2011
- 2012

Cet article présente une liste de personnalités mortes au cours de l'année 2008 dont la date de décès précise est inconnue.
La liste des personnes référencées dans Wikipédia est disponible dans la page de la Catégorie:Décès en 2008

## Listes par mois
Les mois de l'année font l'objet de listes spécifiques :

## Mois non connu
- Géula Dagan, peintre et sculptrice israélienne (° 1925).
- Monica Mya Maung, bibliothécaire, préservatrice de la culture birmane (° 1917).
- Daisy Jugadai Napaltjarri, peintre australienne (° 1955).